# Longitarsus phuketensis
Longitarsus phuketensis is een keversoort uit de familie bladkevers (Chrysomelidae). De wetenschappelijke naam van de soort werd in 1989 gepubliceerd door Gruev.